# Tipasa (província)

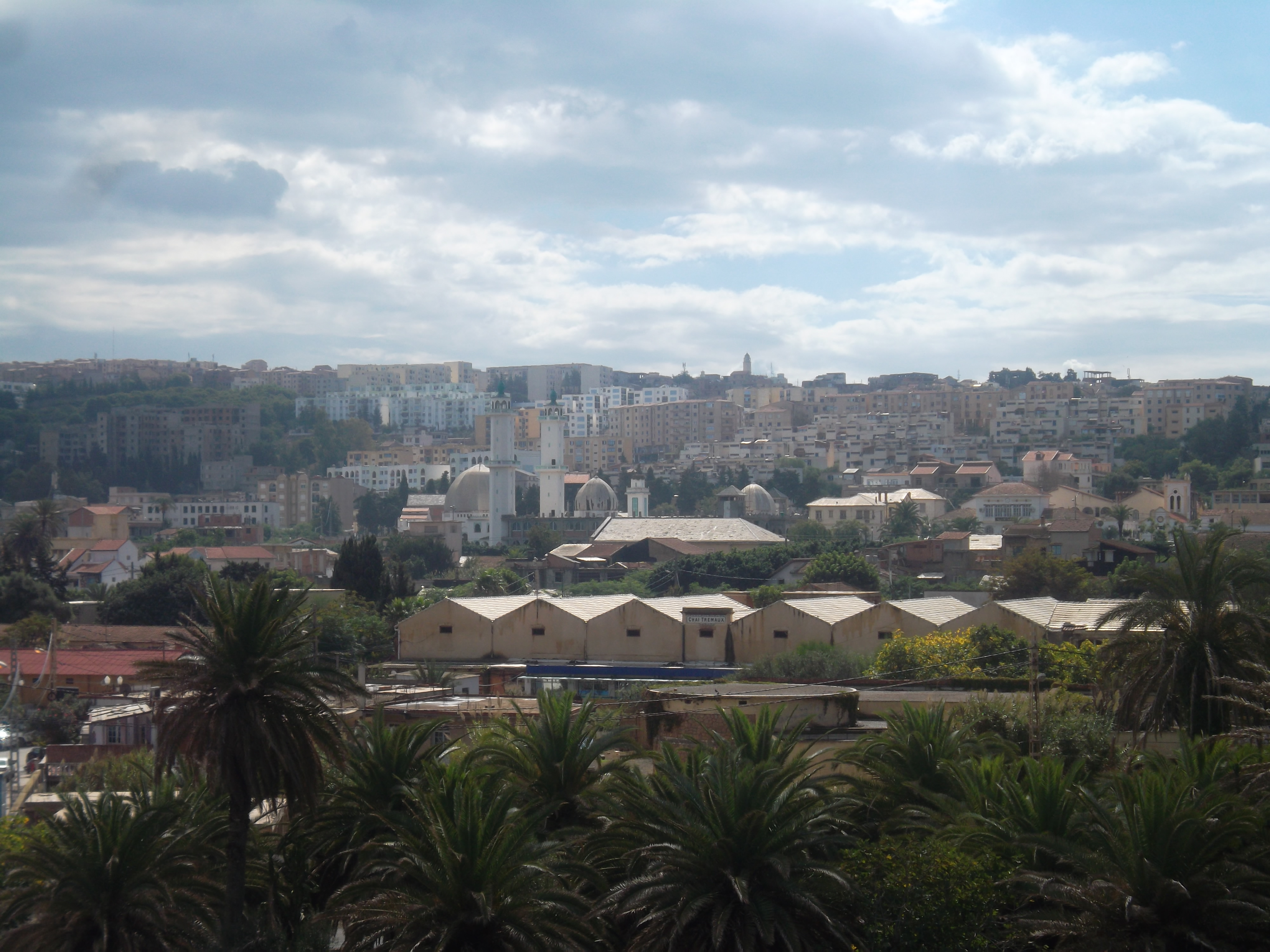
Foto parcial da capital da província de Tipasa

Tipasa ou Tipaza (em árabe: ولاية تيبازة) é uma província costeira da Argélia, sua capital é Tipasa, 50 quilômetros a oeste da capital da Argélia.
A população total da província era de 591 010 habitantes, em 2008.

## Divisões administrativas
A província está dividida em dez distritos, que estão divididos em vinte e oito comunas ou municípios.

### Distritos
1. Ahmer El Aïn
2. Bou Ismaïl
3. Cherchell
4. Damous
5. Fouka
6. Gouraya
7. Hadjout
8. Koléa
9. Sidi Amar
10. Tipasa

### Comunas
1. Aghbal
2. Ahmar El Ain
3. Ain Tagourait
4. Attatba
5. Beni Milleuk
6. Bou Ismaïl
7. Bouharoun
8. Bourkika
9. Chaiba
10. Cherchell
11. Damous
12. Douaouda
13. Fouka
14. Gouraya
15. Hadjeret Ennous
16. Hadjout
17. Khemisti
18. Koléa
19. Larhat
20. Menaceur
21. Messelmoun
22. Meurad
23. Nador
24. Sidi Amar
25. Sidi Ghiles
26. Sidi Rached
27. Sidi Semiane
28. Tipasa